# Décasage
Un décasage est une opération organisée contre les constructions illégales habitées par des immigrants clandestins comoriens à Mayotte,. 
Illégaux, les décasages ne sont néanmoins pas réprimés par les autorités locales, qui craignent d'ajouter du trouble à la situation tendue dans laquelle se trouve le département d'outre-mer et qui considèrent parfois que ces expéditions les aident dans leur travail de lutte contre l'installation irrégulière de migrants venus en kwassa kwassa du reste de l'archipel des Comores.
En 2016, une Mahoraise a été condamné pour avoir décasé une Comorienne titulaire d'un bail et de papiers valides.
Le terme est aussi utilisé dans un contexte officiel de destruction d'un bidonville.